# Chiêu Hùng
Chiêu Hùng (1965 - 2020) tên thật Nguyễn Văn Hùng, là một nghệ sĩ cải lương người Việt Nam. Anh được Nhà nước Việt Nam phong tặng danh hiệu Nghệ sĩ Ưu tú.

## Tiểu sử
Chiêu Hùng sinh năm 1965 tại Cần Thơ trong gia đình có truyền thống nghệ thuật. Ông ngoại là bầu gánh hát bội, mẹ là nữ nghệ sĩ Ngọc Thêm, cha là nghệ sĩ Ngọc Ánh.
Từ nhỏ anh đã theo cha mẹ lưu diễn nhiều nơi, 10 tuổi anh có vai diễn đầu tay Trịnh Ân trong vở Trảm Trịnh Ân. Năm 19 tuổi Chiêu Hùng bước vào sự nghiệp với vai diễn trong vở Gió bụi biên thuỳ của soạn giả Điêu Huyền.
Chiêu Hùng là kép chánh của nhiều đoàn cải lương như: Huỳnh Long, Sông Bé 2, Nhà hát nghệ thuật truyền thống Đồng Nai… Anh là gương mặt cùng thời với các nghệ sĩ Vũ Linh, Kim Tử Long, Hữu Châu, Chiêu Linh...

### Tổ chức live show
Năm 2009 Chiêu Hùng tổ chức live show mang tên "Chiêu Hùng – Dòng sông và nỗi nhớ" do NSƯT Vũ Linh làm đạo diễn tại rạp Hưng Đạo (TPHCM). Toàn bộ số tiền trong đêm diễn sẽ trao tặng cho quỹ trẻ em mồ côi khuyết tật và xây nhà tình thương.

## Các vai diễn nổi bật

### Cải lương
- Anh hùng náo (vai Chánh Đức)
- Đứa con trong rừng thẳm (vai Thái tử An Long)
- Đêm lạnh chùa hoang (vai Cao Nguyên Bình)
- Gió bụi biên thuỳ (vai Nguyễn Toàn Trung)
- Gió bấc lạnh lùng (vai Lâm)
- Giấc mơ triệu phú (vai Thành)
- La Thông tảo bắc (vai Tô Lân)
- Một chút vấn vương (vai bác sĩ Tuấn)
- Người cha tội lỗi (vai Nam)
- Sám hối (vai Hiếu)
- Sóng tình bể hận (vai Minh)
- Vầng trăng ai xẻ (vai Hai Hiếu)
- Tết hàn thực (vai Trùng Nhi)
- Tình như sóng biển (vai Quyền)
- Tóc mai sợi vắn (vai Thế Hùng)
- Tóc trắng mẹ bay (vai Tuấn)
- Hương lúa tình quê (vai Thái)
- Tứ tử đăng khoa (vai Hoàng Công Xuân)

### Ca cổ
- Biển cạn (Tác giả: Ngô Hồng Khanh)
- Cô gái Bạc Liêu (Tác giả: Lam Tuyền)

### Phim truyền hình
- Đoạn trường nam ai (2015)

## Qua đời
Chiêu Hùng qua đời vào ngày 2 tháng 2 năm 2020 vì bị nhồi máu cơ tim. Trước đó anh được các bác sĩ chẩn đoán mắc bệnh nhồi máu cơ tim, với chi phí điều trị cao biết được hoàn cảnh của Chiêu Hùng nhiều anh chị em nghệ sĩ và đồng nghiệp đã cùng nhau quyên góp số tiền giúp anh chữa bệnh.
Theo NSƯT Thoại Mỹ cho biết thì Nghệ sĩ Chiêu Hùng bị nhồi máu cơ tim khi đang chúc Tết với bạn bè rồi nôn ói và bất tỉnh, ngay lập tức gia đình đưa anh vào bệnh viện cấp cứu nhưng tình hình chuyển biến xấu. Đến trưa ngày 2 tháng 2 năm 2020 thì qua đời.